# الدوري الوطني لكرة السلة (اليابان)
الدوري الوطني لكرة السلة في اليابان (باليابانية: ナショナル・バスケットボール・リーグ) هو دوري كرة سلة للمحترفين يتواجد جنا إلى جنب مع دوري بي جاي. لا يوجد صعود أو هبوط بين الدوريين. من الفرق التي تلعب فيه شيبا جيتز.

## وصلات خارجية
- الموقع الرسمي